# جانيت أركاين
جانيت أركاين (بالبرتغالية: Janeth Arcain) مواليد 11 أبريل 1969 في ساو باولو، البرازيل، هي لاعبة كرة سلة برازيلية معتزلة بدأت مسيرتها الاحترافية في سنة 1983. تم اختيارها من قبل فريق هيوستن كومتز خلال الدرافت وحملت الرقم 9. مثلت منتخب بلادها. شاركت في دورة الألعاب الأولمبية الصيفية سنة 1992. حققت المركز الأول في كأس العالم لكرة السلة للسيدات 1994. اعتزلت اللعب في 2007. فازت بلقب دوري المحترفات.

## سجل المنافسة
شاركت في المنافسات التالية:
- الألعاب الأولمبية الصيفية 1992
- الألعاب الأولمبية الصيفية 1996
- الألعاب الأولمبية الصيفية 2000
- الألعاب الأولمبية الصيفية 2004
- كأس العالم لكرة السلة للسيدات 1994

## الميداليات
| الميدالية | المسابقة                           |
| --------- | ---------------------------------- |
| فضية      | الألعاب الأولمبية الصيفية 1996     |
| برونزية   | الألعاب الأولمبية الصيفية 2000     |
| ذهبية     | كأس العالم لكرة السلة للسيدات 1994 |
| ذهبية     | دورة الألعاب الأمريكية 1991        |
| فضية      | دورة الألعاب الأمريكية 1987        |
| فضية      | دورة الألعاب الأمريكية 2007        |

## روابط خارجية
- جانيت أركاين على موقع الاتحاد الدولي لكرة السلة (الإنجليزية)
- جانيت أركاين على موقع الاتحاد الوطني لكرة السلة النسائية (الإنجليزية)
- جانيت أركاين على موقع كرة السلة الأوروبية.كوم (الإنجليزية)
- جانيت أركاين على موقع بروبوليرز (الإنجليزية)
- جانيت أركاين على موقع قاعة مشاهير كرة السلة للسيدات (الإنجليزية)
- جانيت أركاين على موقع سبورتس رفرنس (الإنجليزية)
- جانيت أركاين على موقع سبورتس رفرنس (الإنجليزية)
- جانيت أركاين على موقع اللجنة الأولمبية الدولية (الإنجليزية)
- جانيت أركاين على موقع أوليمبيديا (الإنجليزية)
- جانيت أركاين على موقع اللجنة الأولمبية البرازيلية (البرتغالية)